# 元俭 (乌水县公)
元俭（535年—584年10月1日），一名义俭，字孝约，河南郡洛阳县（今河南省洛阳市东）人，追尊魏昭成帝拓跋什翼犍后裔，元魏宗室，西魏、北周、隋朝官员。

## 生平
西魏大统末年，元俭担任给事中，不久加任五等帅，升任直阁将军、殿中监，改任掌式上士。北周天和初年，元俭出任帅都督，升任大都督，很快加使持节、仪同三司，封乌水县开国侯，外任甘州刺史，追补为藩部大夫。隋朝建立后，元俭出任洵州刺史，爵位升为公，转任温州刺史，开皇四年八月廿一日（584年10月1日），元俭在任内去世，虚岁五十，开皇五年岁次乙已二月戊子朔廿二日已酉（585年3月28日），与夫人枹罕念氏、继室博陵崔氏合葬于河南洛阳县之北原。其墓志名为《隋故温州使君元公铭》，由御史大夫杨素撰写，2000年出土于河南洛阳，拓片著录于《河洛墓刻拾零》。

## 家庭

### 曾祖
- 拓跋素，北魏常山康王[2]

### 祖父
- 元淑，北魏燕恒朔肆相五州刺史[2]

### 父母
- 元季海，西魏司空、冯翊简穆王[2]
- 李稚华，出自陇西李氏仆射房，北魏侍中、司空、尚书仆射、清渊侯李冲第六女

### 兄弟姐妹
- 元亨，隋朝大将军、卫州刺史、平凉宣公[1]
- 拓跋慎，北周持节、抚军将军、大都督、显亲恭子
- 昌宁郡主，嫁大将军、延寿公于寔[1]
- 元媛柔，出家[1]
- 元氏，嫁柱国、安武公李穆[1]

### 夫人
- 枹罕念氏，西魏太师、金城公念贤之女[2]
- 博陵崔氏，北周司徒公，隋朝大将军、安国公崔宣猷之女[2]